# Nadja Uhl

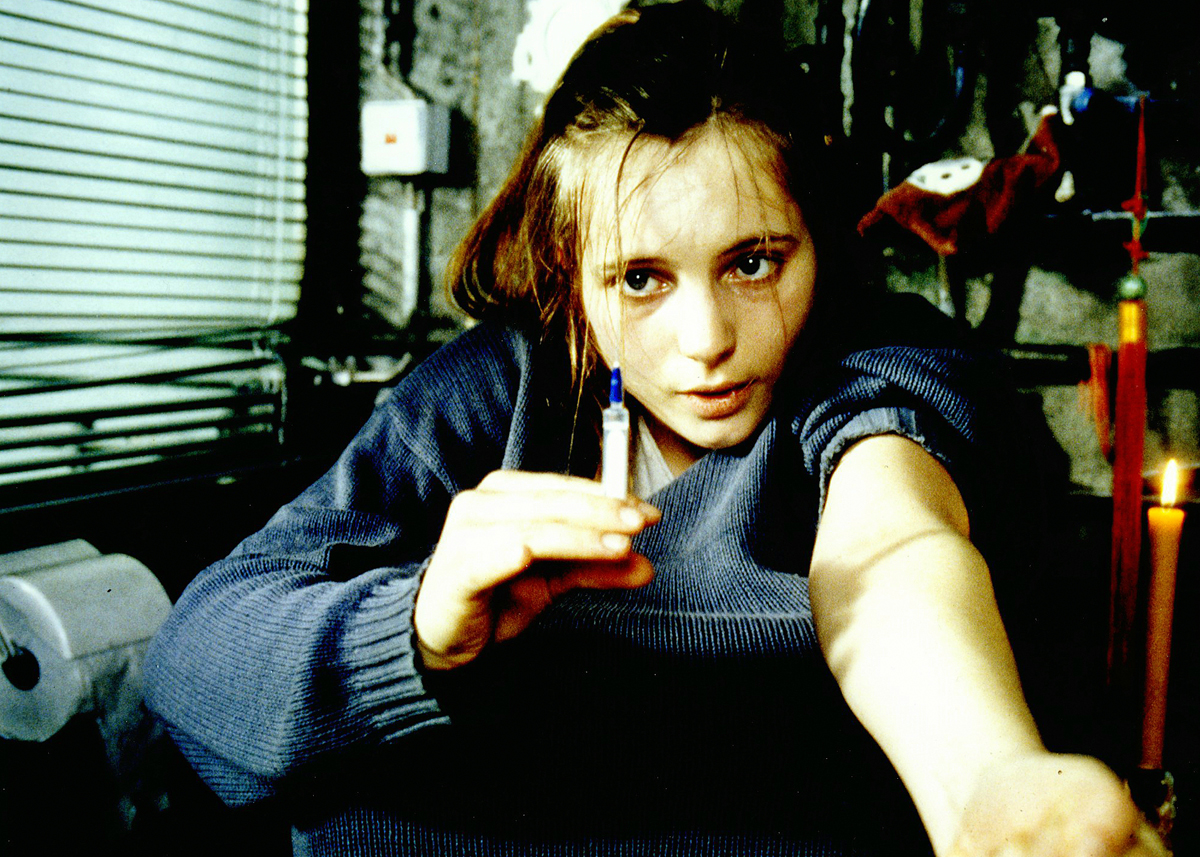
Nadja Uhl jako Bibi w scenie z serialu Telefon 110 (Polizeiruf 110), 1996 rok

Nadja Uhl (ur. 23 maja 1972 w Stralsundzie) – niemiecka aktorka filmowa, nagrodzona Srebrnym Niedźwiedziem dla najlepszej aktorki podczas Festiwalu Filmowego w Berlinie za rolę w filmie Legenda Rity.

## Życiorys
Studiowała na Felix Mendelssohn Bartholdy College of Music and Theatre w Lipsku w latach 1990–1994. Na początku swojej kariery aktorskiej występowała w teatrze Hans Otto Theater w Poczdamie w 1994 roku. Tam, w 2006 roku otworzyła salę koncertową wraz ze swoim towarzyszem Kayem Bockholdem.
Po raz pierwszy pojawiła się w filmie w 1993 roku (obraz Der grüne Heinrich), ale to w 2000 roku zwróciła uwagę rolą w filmie Volkera Schlöndorffa Legenda Rity (Die Stille nach dem Schuss). W tym filmie zagrała Tatjanę, kelnerkę w Niemczech Wschodnich, która buntuje się przeciwko systemowi swojego kraju. Za rolę w tym filmie zdobyła Srebrnego Niedźwiedzia dla najlepszej aktorki na Międzynarodowym Festiwalu Filmowym w Berlinie i została nominowana do Deutscher Filmpreis jako najlepsza aktorka pierwszoplanowa.
W 2002 roku pojawiła się w filmie Bliźniaczki (De tweeling) w reżyserii Holendra Bena Sombogaarta, i opartym na podstawie powieści The Twins autorstwa Tessy de Loo. Uhl zagrała Annę, siostrę Lotty. Kobiety zostały rozdzielone po śmierci swoich rodziców, jednak wydarzenia II wojny światowej i ogrom Holocaustu umocni ich zerwaną więź. Film został nominowany do Oscara w 2003 roku dla najlepszego filmu zagranicznego.
W 2005 roku zagrała Nicole w obrazie Lato w Berlinie (Sommer vorm Balkon), w reżyserii Andreasa Dresena, i została nominowana w kategorii najlepsza aktorka pierwszoplanowa do Deutscher Filmpreis.
W 2006 roku zagrała Katję Döbbelin w filmie Wielka powódź (Die Sturmflut), w reżyserii Jorga Papavassiliou. Film opowiada historię powodzi na Morzu Północnym w 1962 roku, która pochłonęła 315 ofiar.
W 2008 roku brała udział w produkcji Baader-Meinhof (Der Baader Meinhof Komplex), w reżyserii Uli Edela, opartym na podstawie bestsellera o tym samym tytule Stefana Austa; film i książka są oparte na prawdziwych wydarzeniach. W filmie, Nadja Uhl grała rolę Brigitte Mohnhaupt, członkini Frakcji Czerwonej Armii (R.A.F.), niemieckiej grupy terrorystycznej o ideologii marksistowskiej, aktywnej od końca 1960 do 1998. Także w 2008 roku, Nadja Uhl brała udział w produkcji telewizyjnej, również opartej na prawdziwych wydarzeniach, o porwaniu samolotu Lufthansa 181 przez czterech terrorystów z Ludowego Frontu Wyzwolenia Palestyny, którzy byli w zmowie z R.A.F.-em. Nadja Uhl wcieliła się w postać stewardesy Gabriele Dillmann, która była jedną z ofiar porwania.
W 2009 roku gra w komedii Männerherzen u boku Tila Schweigera. Za rolę otrzymuje trzecią w karierze nominację do Deutscher Filmpreis.
Aktorka ma córkę, urodzoną 28 października 2006 roku.

## Filmografia
Filmy fabularne
- 2011: Jungle Child jako Mama Kuegler
- 2010: Die Toten vom Schwarzwald jako Inka Frank
- 2009: Men in the City jako Susanne Feldberg
- 2009: Der Tote im Spreewald jako Tanja Bartko
- 2009: I've Never Been Happier jako Tanja
- 2008: Mogadischu jako stewardesa Gabriele Dillmann
- 2008: Baader-Meinhof (Der Baader Meinhof Komplex) jako Brigitte Mohnhaupt
- 2008: Hanami - Kwiat wiśni (Cherry Blossoms) jako Franzi
- 2006: Nicht alle waren Mörder jako Anna Degen
- 2006: Cztery minuty (4 Minutes) jako Nadine Hoffmann
- 2006: Wielka powódź (Die Sturmflut) jako Katja Döbbelin
- 2006: Dornröschen erwacht jako Juliane Meybach
- 2005: Lato w Berlinie (Summer in Berlin) jako Nicole 'Nike' Pawelsky
- 2005: Mord am Meer jako Paula Reinhardt
- 2004: Bezgłośnie (Lautlos) jako Nina
- 2003: Światło w ciemności (A Light in Dark Places) jako Helga Wolbert
- 2002: Bliźniaczki (De tweeling) jako Anna
- 2002: Shattered Glass jako Zitrone
- 2001: Anarchiści (What to Do in Case of Fire) jako Nele
- 2001: My Sweet Home jako Anke
- 2001: Lis na trzech łapach (The Three-Legged Fox) jako Doris
- 2000: Verhängnisvolles Glück jako Gloria
- 2000: Legenda Rity (Legend of Rita) jako Tatjana
- 1999: Schnee in der Neujahrsnacht jako Nora
- 1999: No Sex jako Isabell Jacobi
- 1998: Ufos über Waterlow
- 1998: Cape Town Blues jako Laura Basenius
- 1998: Gefährliche Lust - Ein Mann in Versuchung jako Sophie
- 1998: Blutiger Ernst jako Marysa Heeren
- 1998: Mörderisches Erbe - Tausch mit einer Toten jako Helen Braddy
- 1997: Beichtstuhl der Begierde
- 1997: Mein ist die Rache jako Evi
- 1996: Zerrissene Herzen jako Britta
- 1993: Der grüne Heinrich jako Agnes

Seriale telewizyjne
- 1997: Tatort jako Petra Schächter
- 1997: First Love - Die große Liebe jako Wolke
- 1996: Alarmcode 112
- 1996: Telefon 110 (Polizeiruf 110) jako Bibi

## Nagrody
- Nagroda na MFF w Berlinie Najlepsza aktorka: 2000 Legenda Rity